# 丁氷
丁氷（ていひょう）は中華人民共和国の女性漫画家。四川省在住。
2000年、「SOMEDAY」でデビュー、これまで『楼蘭綺夢』、『鼹鼠同盟』、『夢開始的地方』等の作品を発表している。第3回金竜賞最優秀挿絵金賞、第4回金竜賞中国大陸年間最優秀漫画家賞を受賞。2009年3月には中国漫画家国際化戦略の最初の人材として日本に人材交流として派遣される。「学園GOD」が中国では『可愛100』、日本側では『月刊Asuka』の2009年10月号より同時連載が開始された。